# 图埃河畔阿尔塔讷
圖埃河畔阿尔塔讷（法語：Artannes-sur-Thouet，法語發音：[aʁtan syʁ twɛ] ⓘ）是法国曼恩-卢瓦尔省的一个市镇，属于索米尔区。

## 地理
图埃河畔阿尔塔讷（47°11'57"N, 0°5'41"W）面积6.61 平方千米，位于法国卢瓦尔河地区大区曼恩-卢瓦尔省，该省份为法国西部内陆省份，大致对应安茹地区，北起顺时针与马耶讷省、萨尔特省、安德尔-卢瓦尔省、维埃纳省、德塞夫勒省、旺代省、大西洋卢瓦尔省和伊勒-维莱讷省接壤。
与图埃河畔阿尔塔讷接壤的市镇（或旧市镇、城区）包括：勒库德赖马库阿尔、迪斯特雷、迪沃河畔圣瑞斯特、贝勒维涅堡。

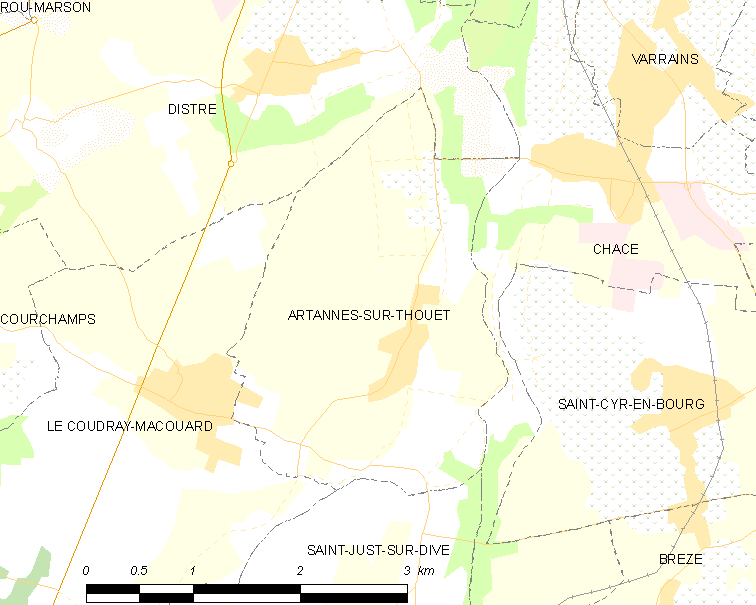
图埃河畔阿尔塔讷的OSM定位图

图埃河畔阿尔塔讷的时区为UTC+01:00、UTC+02:00（夏令时）。

## 行政
图埃河畔阿尔塔讷的邮政编码为49260，INSEE市镇编码为49011。

## 政治
图埃河畔阿尔塔讷所属的省级选区为索米尔县。

## 人口

1962-2008年间图埃河畔阿尔塔讷人口变化图示

图埃河畔阿尔塔讷于2022年1月1日时的人口数量为410人。